# 奧維德 (紐約州)
奧維德（英語：Ovid）是一個位於美國紐約州塞尼卡縣的鎮。

## 人口
根據2020年美國人口普查的數據，奧維德的面積為100.37平方千米，當中陸地面積為79.93平方千米，而水域面積為20.44平方千米。當地共有人口2847人，而人口密度為每平方千米28人。